# Nils Arne Eggen
Pour les articles homonymes, voir Eggen.
Nils Arne Eggen, né le 17 septembre 1941 à Orkdal (Sør-Trøndelag), où il meurt le 19 janvier 2022, est un footballeur international et entraîneur norvégien. 
Il est l'entraîneur le plus titré de l'histoire du football norvégien (15 championnats, 7 coupes). Il est surtout connu en tant qu'entraîneur de Rosenborg BK, club norvégien de football basé à Trondheim, au cours des périodes 1988-1997 et 1999-2002, considérées comme « l'âge d'or » du club.

## Palmarès

### Joueur
- Vålerenga IF
  - Championnat de Norvège : Vainqueur en 1965
- Rosenborg BK
  - Championnat de Norvège (2) : Vainqueur en 1967 et 1969
  - Coupe de Norvège : Vainqueur en 1960

### Entraîneur
- Rosenborg BK
  - Championnat de Norvège (14) : Vainqueur en 1971, 1988, 1990, 1992, 1993, 1994, 1995, 1996, 1997, 1999, 2000, 2001, 2002 et 2010
  - Coupe de Norvège (6) : Vainqueur en 1971, 1988, 1990, 1992, 1995 et 1999
- Moss FK
  - Championnat de Norvège : Vainqueur en 1987